# У родині Пятрайтисів
У родині Пятрайтисів — радянський багатосерійний чорно-білий комедійний телефільм 1964 року, знятий режисером Галиною Даугуветіте на Литовській кіностудії.

## Сюжет
Перший багатосерійний литовський телевізійний фільм. Розповідає в комічному ключі про будні сім'ї Пятрайтисів та їхніх друзів.

## У ролях
- Пятрас Лікша — Пятрас Пятрайтіс
- Констанція Кучінскайте — Констанція Пятрайтене
- Ірена Лукошявічене — Нійоле, дочка Пятрайтисів
- Бронюс Талачка — Саулюс, син Пятрайтисів
- Пранас Станкявічюс — Пранас, друг родини Пятрайтисів
- Алдона Ведерайте — Алдона, дружина Пранаса
- Юлія Адамкявічене — Юлія
- П. Нарвідас — Піюс
- Б. Тауткуте — сусідка
- Стасіс Пятрайтіс — сусід

## Знімальна група
- Режисер — Галина Даугуветіте
- Сценаристи — Галина Даугуветіте, Казіс Багдонавічюс
- Оператори — Йонас Марцинкявічюс, Йонас Гурскас, Йонас Ботірюс, С. Гелбакас, Вігінтас Грігоніс, Антанас Баркус, Антанас Паулаускас
- Композитор — Альгімантас Апанавічюс